# Nat Wolff
Nat Wolff, né le 17 décembre 1994 à Los Angeles, est un acteur américain.
Il est surtout connu pour l'émission de téléréalité musicale de Nickelodeon The Naked Brothers Band (en) créée avec son frère Alex Wolff.

## Carrière
En 2012, il joue le rôle d'un jeune homme fou amoureux dans L'Amour malgré tout (Stuck in Love). Ensuite en 2014, Nat Wolff joue notamment dans le film Nos étoiles contraires, où il incarne Isaac, un garçon devenu aveugle à la suite d'un cancer. La même année, il donne la réplique à Selena Gomez dans Mauvaises Fréquentations dans le rôle de Rick Stevens. En 2015, il joue un des personnages principaux de la nouvelle adaptation d'un roman de John Green : La Face cachée de Margo.
En 2017, Il joue Light Turner dans l'adaptation de Netflix de Death Note.
Lui et son frère ont jouent dans le film de 2018, Le dernier week-end de Stella, écrit et réalisé par leur mère, qui joue également dans le film.

## Filmographie

### Cinéma
- 2005 : The Naked Brothers Band: The Movie : Nat
- 2011 : Peace, Love and Misunderstanding de Bruce Beresford : Jake Hudson
- 2011 : Happy New Year de Garry Marshall: Walter, l'ami de Seth
- 2012 : L'Amour malgré tout (Stuck in Love) de Josh Boone : Rusty Borgens
- 2013 : Admission de Paul Weitz : Jeremiah
- 2013 : The Last Keepers de Maggie Greenwald : Simon
- 2013 : Palo Alto de Gia Coppola : Fred
- 2014 : Nos étoiles contraires (The Fault in Our Stars) de Josh Boone : Isaac
- 2014 : Mauvaises Fréquentations de Tim Garrick : Rick Stevens
- 2015 : Grandma : Cam
- 2015 : Ashby de Tony McNamara : Ed
- 2015 : La Face cachée de Margo (Paper Towns) de Jake Schreier : Quentin Jacobsen
- 2015 : Le Nouveau Stagiaire de Nancy Meyers : Justin
- 2016 : Les Insoumis de James Franco : Jim
- 2016 : Ballerina : Victor
- 2017 : Death Note : Light Turner
- 2017 : Un cœur à prendre (Home Again) de Hallie Meyers-Shyer : Teddy
- 2018 : Rosy de Jess Bond : Doug
- 2018 : Stella's Last Weekend : Jack
- 2019 : Good Posture : Jon
- 2019 : Crime de guerre : Andrew Briggman
- 2019 : Brothers in Arms (Semper Fi) d'Henry-Alex Rubin : Teddy "Oyster"
- 2020 : Mortal d'André Øvredal : Eric
- 2020 : Body Cam de Malik Vitthal : Danny Holledge
- 2020 : Mainstream de Gia Coppola : Jake
- 2022 : Murder at Yellowstone City de Richard Gray : Jimmy Ambrose, Jr.
- 2025 : Play Dirty de Shane Black

### Télévision
- 2007-2009 : The Naked Brothers Band : Nat / Leo (32 épisodes)
- 2009 : Mr. Troop Mom (téléfilm) : lui-même
- 2017 : Room 104 : Joseph (épisode 1x07)
- 2020-2021 : Le Fléau : Lloyd Henreid (6 épisodes)

## Distinctions

### Récompenses
- 2005 : Prix du public du meilleur film familial au festival international du film des Hamptons pour The Naked Brothers Band: The Movie (partagé avec Polly Draper, Alex Wolff, David Levi, Joshua Kaye et Thomas Batuello).
- 2014 : Teen Choice Award du meilleur voleur de scène pour le rôle d'Isaac dans Nos étoiles contraires.
- 2014 : Teen Choice Award de la meilleure alchimie à l'écran avec Shailene Woodley et Ansel Elgort.

## Voix françaises
- Julien Bouanich dans :
  - Nos étoiles contraires
  - La Face cachée de Margo
  - Le Nouveau Stagiaire
  - Les Insoumis
  - Death Note
  - Mainstream
  - Body Cam

- Juan Llorca dans (les séries télévisées) :
  - Joe vs. Carole
  - The Consultant

Et aussi
- François Deblock dans Palo Alto
- Klet Beyer dans Mauvaises Fréquentations
- Kelyan Blanc dans Room 104 (série télévisée)
- Romain Altché dans The Stand (série télévisée)